# Manuel Ramos Rejano
Manuel Ramos Rejano (Palma del Río, provincia de Córdoba, 19 de octubre de 1851-Sevilla, 26 de octubre de 1922) fue un ceramista e industrial español. Aunque sin formación, ni académica ni artística, en 1895, tras haber perfeccionado el procedimiento de esmaltado, creó una fábrica de cerámica en el sevillano barrio de Triana.

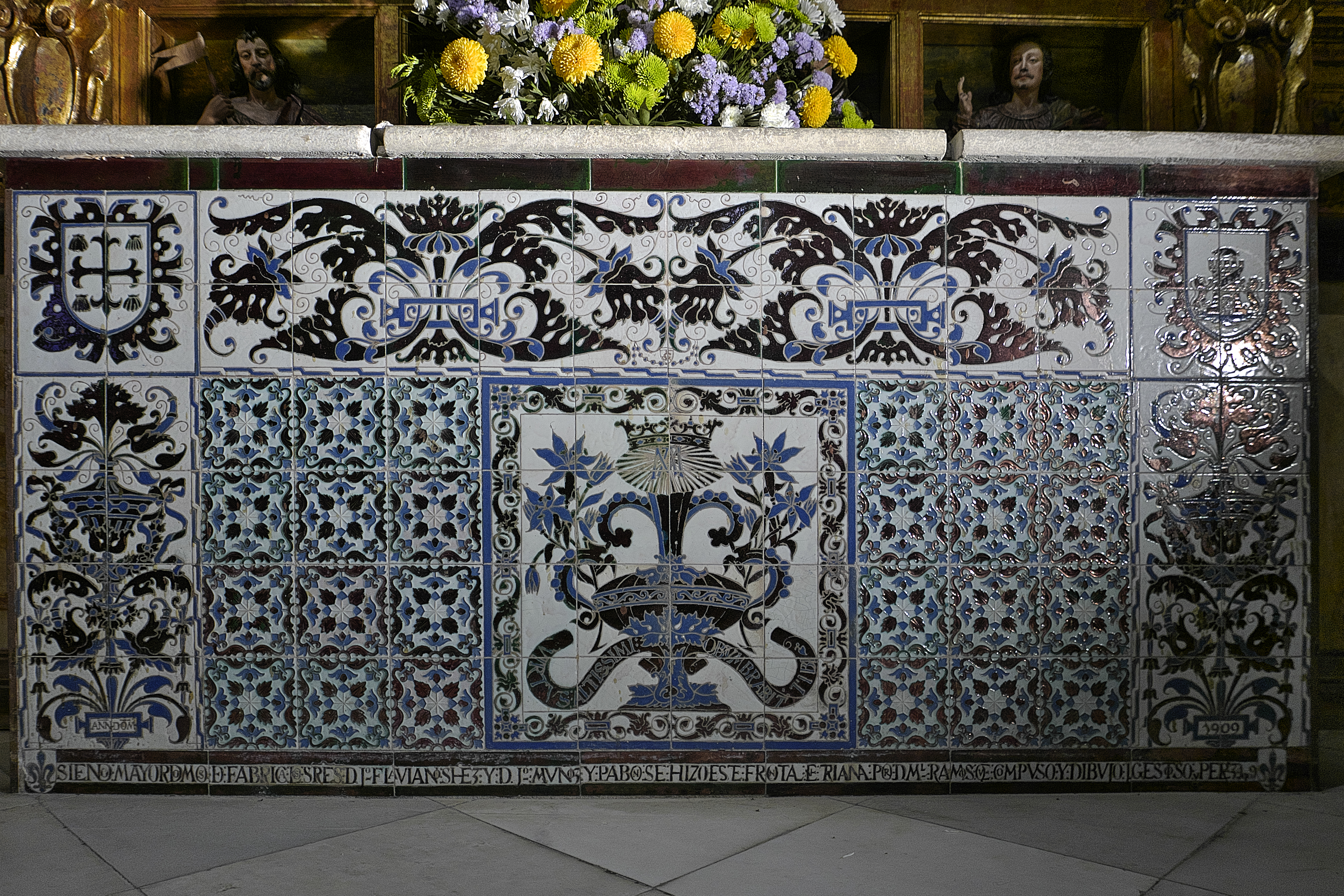
Frontal de altar, Capilla de la Encarnación (Catedral de Sevilla)

## Biografía
A la edad de trece años viaja a Sevilla con intención de ingresar en el Ejército español. Un error en la recomendación que poseía le impide el acceso y le obliga a improvisar. Logra trabajar en una tienda de ferretería denominada "El Candado" y estuvo trabajando en ella hasta que cumplió los 25 años. Motivado por su hermano abre una tienda en Sevilla que denomina "Bazar Sevillano". Inicialmente comercializa con juguetes y bisutería fina, más tarde cerámica. A través de su cuñado, José Villegas Cordero, se introduce en el mundo artístico de las cerámicas y conoce a otros ceramistas: Francisco Díaz Álvarez, Fernando Soto, los hermanos Jiménez y Mensaque (Mensaque Rodriquez y Compañía). Durante este tiempo consigue perfeccionar las técnicas de procedimiento hasta lograr esmaltes transparentes sin impurezas.
Abre su primera fábrica en el barrio de Los Remedios. El incremento de la producción le obliga a trasladarse en 1905 a unos solares ubicados en la calle San Jacinto. A comienzos del siglo XX el auge de la cerámica trianera es tal que ya tiene competidores en Manuel García-Montalván y Carlos Pickman. Iniciando así un nuevo auge de la cerámica sevillana. La fábrica fue continuada desde la muerte de Manuel en 1922 con un cambio en la denominación: Vda. e Hijos de Ramos Rejano, y posteriormente como: Hijos de Ramos Rejano hasta 1965.

## Obra
El auge de la corriente regionalista andaluz hace que se incorpore el azulejo en las fechadas de los edificios de finales del siglo XIX y comienzos del XX. Esta influencia se muestra en la Exposición Iberoamericana de Sevilla (1929), en el que se necesita cerámica en grandes cantidades para la decoración de los edificios de la Exposición. Desarrolla fachadas para el metro de Buenos Aires. Trabaja en Madrid en el Palacio de Comunicaciones (decorando los interiores) y en el Hospital de Jornaleros de Maudes a las órdenes del arquitecto Antonio Palacios.
Donó diversas obras a su ciudad natal, Palma del Río, rótulos de calles, retablos para templos y capillas, casas particulares, plazas y arcos, en especial, destaca la solería del Santuario de Nuestra Señora de Belén, Patrona de esta ciudad , que su interior se compone por azulejos de su fábrica.